# Krottenköpfel
Das Krottenköpfel ist ein Berg in den Ammergauer Alpen. Es erhebt sich südlich über dem Sattel mit der Enningalm, von 
der aus es auch am einfachsten erreicht werden kann, und bildet das westliche Ende eines ca. 3 km langen Kammes
mit dem Hirschbichel als höchster Erhebung und Hirschbichelrücken und Steppbergrücken im Osten.